# Der Mann, der Bäume stutzte
Der Mann, der Bäume stutzte ist ein Schwank (AT 1313), der im katalanischen und italienischen Sprachraum bekannt ist.

## Handlung
Ein Mann, der beim Stutzen der Bäume gähnte, sagte sich, dass er sich in Acht nehmen müsse, denn wenn man dreimal gähnt, stirbt man. Kurz darauf gähnte er jedoch erneut, also meinte er zu sich selbst, dass er nun wirklich Acht geben müsse. Doch er gähnte auch ein drittes Mal, woraufhin er von seiner Arbeit abließ, sich mit geschlossenen Augen auf den Boden legte und den Tod erwartete. Seine Frau machte sich inzwischen Sorgen und als es Nacht wurde, ging sie zu den Nachbarn, um mit ihnen zusammen den Vermissten zu suchen. Schließlich fanden sie ihn auch und trugen ihn auf einer Leiter ins Dorf. An einer Weggabelung konnten sie sich aber nicht entscheiden welchen Weg sie nehmen sollten und als sie noch im Grübeln waren, meinte der Mann, der zugleich in eine Richtung zeigte, dass er immer diesen Weg genommen hatte.

## Hintergrund
Die katalanische Version stammt aus Ludwig Salvators Werk Märchen aus Mallorca (Würzburg 1896). Diese in Muro erzählte Kurzfassung des Schwanks erhielt im Deutschen den Titel Der Mann, der Bäume stutzte. Eine italienische Fassung aus der Sammlung von Felix Karlinger enthält einen Zusatz, in dem dem für tot geglaubten Mann ein Vetter über den Weg läuft, der ihm noch Geld schuldet, woraufhin der Totgeglaubte sich aufrichtet und ihn darauf anspricht, was die Leute ordentlich erschreckt. Sie wurde 1955 in Sorgono nach P. Mastino aufgenommen und im Deutschen unter dem Titel Geschichte von einem Mann, der sich für tot hielt veröffentlicht. Im Aberglauben über das Gähnen heißt es, dass über den offenen Mund Böses in den Körper eindringen kann und sich deshalb die Hand vor den Mund gehalten oder aber ein Kreuz geschlagen werden muss. Sich die Hand vor den Mund zu halten war ursprünglich keine Geste der Höflichkeit, sondern diente dem Eigenschutz. Bei vielen Völkern wird vermehrtes Gähnen als Hinweis auf etwas Böses gedeutet.